# Али Хильский
Абрек Ярали Хильский (Абрек Алихан; лезг. Ярали Хьиливи) — лезгинский абрек, руководитель Кубинского восстания 1837 года, помощник Хаджи-Мухаммада Хулухского. Представитель общества Хьиливияр.

## Биография
Абрек Ярали Хильский родился в 1802 году в селении Хиль Кубинской провинции. Известен по прозвищу «ВекIегь ХьиргIал» дословно «Храбрый Хиргал». В Кубинском восстании прославился отчаянными действиями: брал в плен казаков, во время осады Кубы одним из первых ворвался в город. Когда Яр-Али осознал неизбежность поражения сил повстанцев, он бежал от ареста и скрывался в верхних магалах Кубинской провинции, в Южном Дагестане и в Шекинской провинции. Из-за предательства со стороны казикумухского хана Мухаммада Мирзы-хана, абрек со своим отрядом был оттёсан в горы.